# Saissetia citricola
Saissetia citricola är en insektsart som först beskrevs av Kuwana 1909.  Saissetia citricola ingår i släktet Saissetia och familjen skålsköldlöss. Inga underarter finns listade i Catalogue of Life.